# Alexandra Cordes
Pour les articles homonymes, voir Schaake.
Alexandra Cordes (pseudonyme d'Ursula Horbach, née Schaake, le 16 novembre 1935 à Bonn et tuée le 27 octobre 1986  à Châteauneuf-du-Pape) est une écrivaine allemande. Elle est également connue sous les pseudonymes de Christa Bach et Jennifer Morgan.

## Biographie
Ursula Schaake est issue d'une famille huguenote et grandit avec ses deux frères et sœurs à Bonn. Après ses études, elle travaille, à partir de 1954, au bureau de Bonn du Times. Elle travaille ensuite comme correspondante pour divers journaux allemands, notamment Die Welt et Hamburger Abendblatt.
En 1958, elle épouse le journaliste Michael Horbach, qui l'encourage à écrire ses romans. Les œuvres narratives d'Ursula Horbach, parues à partir des années 1970 principalement sous le pseudonyme d'Alexandra Cordes, et classées comme littérature triviale par les critiques littéraires, sont souvent publiées d'abord sous forme de romans-feuilletons dans des magazines avant d’être éditées. Alexandra Cordes obtient son plus grand succès avec la trilogie Sag mir auf Wiedersehen, Geh vor dem letzten Tanz et Frag nie nach dem Ende, une saga familiale basée sur les enregistrements de sa grand-mère. Le tirage total de ses œuvres s'élevait à plus de 15 millions d'exemplaires vendus au milieu des années 1980, faisant d'elle l'une des auteures allemandes ayant eu le plus de succès de son époque.
Au milieu des années 1970, le couple Horbach, sans enfant, s'installe en Provence, dans un spacieux domaine à Châteauneuf-du-Pape. Dans la nuit du 27 octobre 1986, Michael Horbach tue sur sa femme avec un revolver provenant de sa collection d'armes. Quelques heures plus tard, il retourne l'arme contre lui et est décédé après une semaine en soins intensifs des suites de sa tentative de suicide,.

## Œuvre

### Sous le nom d'Ursula Schaake
- Die entzauberten Kinder, Bayreuth 1963
- Meine schwarze Schwester, München 1963
- Liebe, die zu früh begann, München 1964
- Geschwister der Sünde, München 1966
- Begegnung in der Nacht, Bergisch Gladbach 1967
- Glück ist wie Glas, Bergisch Gladbach 1967
- Nimm eine Handvoll Sterne, Bergisch Gladbach 1968
- Ihre bittere Liebe, Bergisch Gladbach 1969
- Nach all diesen Jahren, Bergisch Gladbach 1969
- Zwölf Tage im August, Bayreuth 1969
- Saat der Sünde, München 1970
- Mata Mata, Bayreuth 1971
- Vergiß mich, Marion, München 1977
- Bittersüße Jahre, München 1978
- Eine Frau mit Vergangenheit, München 1980
- Irrweg einer Liebe, München 1981
- An einem Tag im letzten Sommer, München 1982
- Spiel mit dem Feuer, München 1982

### Sous le nom d'Alexandra Cordes
- Die Nacht der Katzen, München [u. a.] 1970
- Und draußen blüht der Jacarandabaum, München [u. a.] 1970
- Wilde Freunde, München 1977
- Eine Tote will nicht sterben, München 1974
- Wenn die Drachen steigen, München 1974
- Sag mir Auf Wiedersehen, München 1975
- Geh vor dem letzten Tanz, München 1976
- Das Haus im Marulabaum, München 1977
- Die Buschärztin, München 1978
- Frag nie nach dem Ende, München 1978
- Haus der Träume, München 1978
- Der Sehnsucht andere Seite, Klagenfurt 1978
- Und draußen sang der Wind, München 1978
- Das Kind des anderen, München 1979
- Ein Lächeln im Herbst, München 1979
- Das Lied von Liebe und Tod, München 1979
- Am Tag nach den Flitterwochen, München 1980
- Der Engel mit den schwarzen Flügeln, München 1980
- Gefährliche Liebe, München 1980
- Ich will mit dir allein sein, München 1980
- Liebe kennt keine Jahre, München 1980
- Nächte der Sehnsucht, München 1980
- Anna Maria, München 1981
- Auf dem Weg in die Nacht, München 1981
- Dunkle Nacht, heller Tag, München 1981
- Sehnsucht ist mehr als ein Traum, München 1981
- Die Umarmung, München 1981
- Die zweite Frau, München 1981
- Des Lebens süße Seite, München 1982
- Die sieben Sünden, München 1982
- Traum der Tränen, München 1982
- Das wolkenlose Fenster, München 1982
- Drei Sterne sah ich leuchten, München 1983
- Einmal noch nach Hause, München 1983
- Liebe unter fremden Dächern, München 1983
- Die Nacht der Versuchung, München 1983
- Psychiater Dr. R. Treffpunkt Hansa-Hotel, München 1983
- Rechtsanwalt Dr. M., München 1983
- Spuren in der Wüste, München 1983
- Das Zauberkind, München 1983
- Hunde aus Porzellan, München 1984
- Das Jahr danach, München 1984
- Der Sehnsucht seltsame Wege, München 1984
- Traum von der ewigen Jugend, München 1984
- Das Traumschloß, München 1984
- Am Ende aller Flucht, München 1985
- Das dritte Leben, München 1985
- Lorna und das große Abenteuer, München 1985
- Der Mann aus der Fremde, München 1985
- Der Buschpilot, München 1986
- Der Hoteldetektiv, München 1986
- Die Lady, München 1986
- Eiko, München 1987

### En collaboration avec son mari Michael Horbach
- Der Gesang von Liebe und Haß, München 1981
- Auf deinen Lippen das Paradies, München 1983
- Heimat, München [u. a.] 1985

## Liens
- Notice dans un dictionnaire ou une encyclopédie généraliste :   - Deutsche Biographie
- Notices d'autorité :   - VIAF
  - ISNI
  - IdRef
  - LCCN
  - GND
  - Pays-Bas
  - NUKAT
  - Norvège
  - Tchéquie
  - Lettonie
  - WorldCat